# Julia Volkova
Julia Olegovna Volkova (ryska: Юлия Олеговна Волкова), född 20 februari 1985 i Moskva, Ryssland (dåvarande Sovjetunionen), är en rysk popsångerska. Tidigare var hon medlem i gruppen Tatu från 1999 till 2011 tillsammans med Lena Katina.
Vid sex års ålder började Volkova i pianoklass på en musikskola. När hon var nio år blev hon medlem i musikgruppen Neposedy ("Stygga barn"). Här sjöng hon en rysk folksång, "Oj, to ne vecher". Ett år senare kom Lena Katina med i gruppen. När Volkova var elva år gammal började hon i en "vanlig" skola. Tre år senare lämnade hon "Neposedy" för projektet Tatu. Skaparen av t.A.T.u. var Ivan Sjapovalov.
Volkova har varit gift med affärsmannen Parviz Yasinov från Azerbajdzjan.